# Claude Georges
 Claude Georges  (* 29. April 1929 in Fumay (Ardennen), Frankreich; † 26. Dezember 1988 in Paris) war ein französischer Maler und Grafiker. Er gehört zu den bedeutenden Vertretern der Abstrakten Malerei nach dem Zweiten Weltkrieg.

## Leben
Vor allem ab den 1950er und 1960er Jahren hatte seine Kunst internationale Aufmerksamkeit und Anerkennung. So war Claude Georges zum Beispiel mit einigen Werken Teilnehmer der documenta II in Kassel im Jahr 1959 in der Abteilung Malerei. Er stellte ebenfalls auf der ersten Biennale von Paris im selben Jahr und auch auf der 2. und 3. Biennale in den Jahren 1961 und 1963 in Paris aus.